# مقياس دوكينز

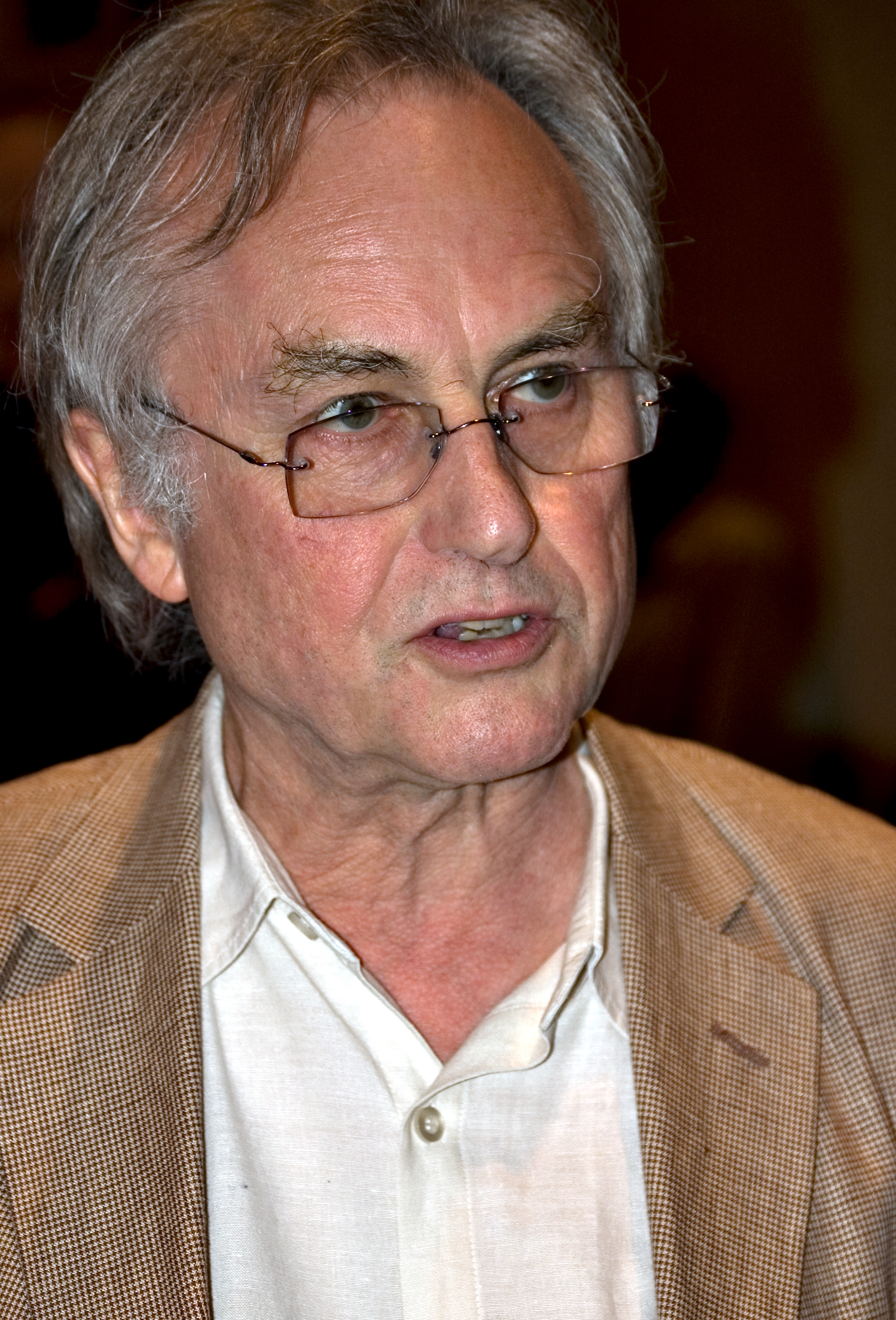
عالم الأحياء البريطاني ريتشارد دوكينز في مؤتمر الملحدين الأمريكيين الخامس والثلاثين

هو طريقه لتصنيف الايمان عن طريق احتمالية وجود الاله قدمها ريتشارد دوكينز في كتابه وَهْم الإله.

## المقياس
يعتبر دوكنز ان وجود اله هو فرضية علمية، ويقترح طيف متصل من الاحتمالات تحدد درجة أو نوع الايمان بحيث يقع على طرفي الطيف الايمان المطلق (بوجود اله أو بعدم وجوده)، وبين الطرفين هناك 5 علامات فارقة، يلخصها في النقاط التالية:
1. مؤمن بقوة بوجود اله، احتمال وجود الله 100%. يتلخص ايمانه بعبارة كارل يونغ «انا لا أؤمن، انا اعرف».
2. مؤمن بوجود الله بحكم الامر الواقع (دي فكتو)، احتمالية وجود الله عنده عالية جدا لكنها اقل من 100%. «انا لا اعرف بشكل مؤكد، لكني أؤمن بقوه بوجود اله، واعيش حياتي على اعتبار انه موجود».
3. المؤمن الضعيف - الميل تجاه الايمان باله. الاحتماليه أكثر من 50% لكنا ليست عاليه جدا. «انا لست متأكد إلى حد كبير، لكني اميل إلى الاعتقاد بوجود اله».
4. الحياد التام. «تتساوى عندي نسبة احتمال وجود اله من عدمه».
5. الملحد الضعيف - الميل تجاه الإلحاد، اقل من 50 بالمئة، لكنها ليست قليلة جدا. «انا لا اعرف ان كان الاله موجودا ام لا، لكني اميل إلى الشك بوجوده».
6. الإلحاد بحكم الامر الواقع، النسبة قليله جدا لكنها لا تصل إلى الصفر. «انا لا اعرف بشكل مطلق، لكني اعتقد ان وجود اله هو احتمال ضئيل جدا، واعيش حياتي على اعتبار انه غير موجود».
7. ملحد بقوه. «انا اعرف ان الاله غير موجود بنفس الدرجة التي يعرف بها كارل يونغ انه موجود».

يرى دوكينز أن كثير من المؤمنين يصنفون ايمانهم على انه من الدرجة "1" بسبب موقف اديانهم الصارم من الشك، بينما لا يصنف اغلب الملحدين انفسهم بـالدرجه "7" لان الإلحاد نتيجه لعدم وجود دليل، ومتى كان هناك دليل فان الشخص قد يغير موقفه.
في مقاله بعنوان «هل أنت مؤمن؟ امتحان دوكنز»، يحاول مارك تشني ان ينصف بعض الشخصيات المشهورة على مقياس دوكينز، كالمسيح (الدرجة 1)، مارتن لوثر كنيج (الدرجة 2.8)، البرت اينشتاين (الدرجة 4)، بوذه (الدرجة 5)، كرستوفر هيتشنز (الدرجة 7).
يصنف دوكنز نفسه على انه ضمن الدرجة 6.

## النقد
يرى البعض ان النقطة السابعة تناقض نفسها، فالالحاد مرتبط بالشك، ومن غير المنطقي ان يكون الملحد متأكد بنسبة مائه بالمائه من الحاده. بينما يجادل البعض الآخر  بأن مقياس دوكينز يصلح فقط للاديان الابراهيميه التي تؤمن باله شخصي خالق للكون، ولا يصلح للديانه الهندوسيه أو البوذيه مثلا.